# Daniel Fredheim Holm
Daniel Fredheim Holm (ur. 30 lipca 1985 w Oslo) – norweski piłkarz grający na pozycji napastnika w klubie KFUM-Kameratene Oslo, do którego trafił na początku 2019 roku. Jest synem byłego piłkarza Paala Fredheima.